# Suicide Silence
Suicide Silence es un quinteto estadounidense de deathcore formado en Riverside, California en 2002. El grupo está formado actualmente por los guitarristas Mark Heylmun y Chris Garza, el baterista Ernie Iniguez, el bajista Dan Kenny y en la actualidad por el vocalista Hernán Hermida. Desde su formación en 2002 la banda ha editado Siete álbumes de estudio de larga duración, dos EP y doce vídeos musicales. El grupo ha recibido una gran cantidad de elogios y críticas favorables e incluso en 2009 fueron galardonados con el premio Revolver Golden God. Su cuarto álbum de estudio You Can't Stop Me fue lanzado el 11 de julio de 2014 en Europa, el 14 de julio en el Reino Unido y el 15 de julio en Norteamérica.

## Formación
Suicide Silence' se fundó en 2002 en Riverside, California. La banda realizó su primer show en un área local en Riverside y en ese momento la alineación consistía en los miembros Chris Garza y Rick Ash como guitarristas, Mike Bodkins como bajista, Josh Goddard como batería y dos vocalistas, Mitch Lucker y Tanner Womack. Poco después de esa primera actuación, Womack fue despedido de la banda y lanzaron su primer demo el año siguiente. Lanzaron su segundo demo en 2004. En 2006 grabaron pasado, que los miembros de la banda tomaron más en serio y se que ya no se considera como un proyecto paralelo, serían luego avanzar a grabar su tercera y última demo en el 2006 después de que la banda grabó y lanzó su primer material con calidad de estudio público titulado, Suicide Silence EP que fue lanzado a través del Tercer Grado Registros y luego re-lanzado en el Reino Unido a través de la etiqueta del Inglés al final Deep Records. El baterista, Josh Goddard apartó de la banda en 2006 y fue reemplazado por Alex López, quien fue el exguitarrista de las bandas Blacheart elogio y la pira funeraria antes de su unión.
Dos años más tarde, la banda firmó con Century Media y lanzaron su primer álbum de larga duración The Cleansing. El álbum fue mezclado por Tue Madsen, producido por John Travis y cuenta con las ilustraciones de Dave McKean. El álbum debutó en el número 94 en el Billboard 200, la venta de 7.250 copias en su primera semana de lanzamiento.  Las ventas de esta semana que termina junto con sus ventas posteriores hizo de The Cleansing de uno de los discos debut más vendidos en Century Media en su historia. Con el éxito de su álbum debut, incluyeron a Suicide Silence para participar en el Mayhem Festival que tuvo lugar durante el verano de 2008. Después, de la gira por Europa con Parkway Drive y Bury Your Dead, después de una exitosa gira por Estados Unidos. con las mismas bandas. Suicide Silence luego siguió con una gira por Australia con Parkway Drive, A Day to Remember y The Acacia Strain, a mediados de 2008, durante la época en que fueron incluidos para actuar en sudor Fest. En este punto, Suicide Silence estaban empezando a obtener una amplia gama de seguidores en todo el mundo. Al regresar a casa de las continuas giras, la banda hizo una versión de "Engine No. 9" canción de Deftones y lanzó la portada de su edición limitada "Green Monster" individual, así como en iTunes todo durante el mismo año.
Debido a la muerte de su vocalista Mitch Lucker sucedida el primero de noviembre del 2012, la banda se encontró con, si continuar o separarse. Sin embargo, el 2 de octubre de 2013 a través de su cuenta en Twitter hicieron saber que la banda continuaría adelante en memoria de Mitch, con un nuevo vocalista. El 4 de noviembre del mismo año se hizo oficial la incorporación del nuevo vocalista, "Eddie" Hermida.
El 23 de octubre de 2013, confirmaron en su página de Facebook que estaban trabajando en su siguiente álbum de estudio. El 30 de octubre, la banda anunció que empezarían a grabar el nuevo material. El 5 de noviembre anunciaron que el nuevo álbum será lanzado en verano de 2014.
El 16 de diciembre de 2013, la banda lanzó el tráiler de Ending is the Beginning: The Mitch Lucker Memorial Show, donde confirman la fecha de lanzamiento para el 18 de febrero de 2014. El 22 de febrero de 2014, en una entrevista en Soundwave TV, Eddie Hermida declaró que algunas de las nuevas canciones contendrán letras que Mitch Lucker escribió.
El 22 de abril de 2014, la banda anunció el título de su nuevo álbum You Can't Stop Me, el título del álbum fue tomado de una canción que escribió Lucker antes de su fallecimiento. El álbum será lanzado el 11 de julio.
El 30 de abril de 2014, Suicide Silence reveló la portada y la lista de canciones de su siguiente álbum You Can't Stop Me, el cual contendrá colaboraciones de George Fisher de Cannibal Corpse y Greg Puciato vocalista de The Dillinger Escape Plan. El 5 de mayo, se estrenó su sencillo Cease To Exist en la estación de radio Liquid Metal (SiriusXM), y el 6 de mayo fue lanzado a través de iTunes.
El 27 de septiembre de 2016, Suicide Silence ha anunciado que lanzará un disco homónimo el cual sería lanzado el 24 de febrero de 2017, este nuevo álbum saldrá por medio de Nuclear Blast y será producido por Ross Robinson, quién ha trabajado con bandas como Slipknot, Limp Bizkit y Sepultura.
El 21 de octubre de 2019, Suicide Silence Revela Portada y Track List de Su Nuevo Álbum Become The Hunter el cual trae devuelta a la banda a su sonido DeathCore que lo caracterizaba, El Álbum sería lanzado el 14 de febrero de 2020 a través de Nuclear Blast.
El 29 de abril de 2022 se Anuncia la Salida de Alex Lopez con el Siguiente Comunicado "SUICIDE SILENCE y nuestro baterísta de toda la vida, Alex López, han acordado separarse de mutuo acuerdo. Le deseamos lo mejor para el futuro y los animamos a todos a que sigan sus futuros proyectos tanto en la música como en las artes visuales. Nuestro buen amigo, Ernie Iniguez (que grabó la batería en 'Become The Hunter') tocará la batería con nosotros en la próxima gira 'Chaos & Carnage Tour' y en los festivales europeos".
El 8 de febrero de 2023 Suicide Silence anuncia su Nuevo Disco "Remember… You Must Die" es el séptimo álbum de estudio de la banda estadounidense de deathcore Suicide Silence. El álbum fue lanzado el 10 de marzo de 2023 a través de Century Media Records y fue producido por Taylor Young

## Estilo e influencias musicales
Suicide Silence es conocida como una banda de deathcore, la cual es una fusión de death metal y hardcore. Además, están fuertemente inspirados por el black metal, grindcore, mathcore, y groove metal. Su material más reciente ha sido catalogado como nu metal.
Sus influencias incluyen Meshuggah, Sepultura, Disgorge, Cannibal Corpse, Suffocation, Morbid Angel, Necrophagist, Napalm Death, Nile, Slipknot, Darkest Hour, Deftones, Korn, Death, Possessed, Dimebag Darrell, George Lynch, Wormed, Eternal Suffering, y Skinless.

## Miembros
| Miembros actuales - Chris Garza – guitarra rítmica (2002–presente) - Mark Heylmun – guitarra principal (2005–presente) - Dan Kenny – bajo (2008–presente) - Hernán Hermida – voces (2013–presente) - Ernie Iniguez – batería (2022–presente) | Miembros anteriores - Alex Lopez – batería (2006–2022) - Mitch Lucker – voces (2002-2012; fallecido en 2012) - Mike Bodkins – bajo (2002–2008) - Rick Ash – guitarra principal (2002–2005) - Josh Goddard – batería (2002–2006) - Tanner Womack – voces (2002) Miembros de apoyo - Mike "Lonestar" Carrigan – guitarra principal (2018–2019) |

## Discografía
Álbumes de estudio
- The Cleansing    (2007)
- No Time to Bleed (2009)
- The Black Crown  (2011)
- You Can't Stop Me (2014)
- Suicide Silence (2017)
- Become the Hunter (2020)
- Remember... You Must Die (2023)

EP
- Suicide Silence EP (2005)
- Green Monster      (2008)
- Wake Up            (2009)
- Sacred Words       (2015)

Demos
- Demo (Death Awaits)    (2003)
- Demo (Family Guy) (2004)
- Demo (2006)

## Videografía
| Título                 | Año  | Director       | Álbum             |
| ---------------------- | ---- | -------------- | ----------------- |
| "No Pity for a Coward" | 2007 | Mental Suplex  | The Cleansing     |
| "The Price of Beauty"  | 2008 | Matt Bass      | The Cleansing     |
| "Bludgeoned to Death"  | 2008 | David Brodsky  | The Cleansing     |
| "Unanswered"           | 2009 | Jerry Clubb    | The Cleansing     |
| "Wake Up"              | 2009 | David Brodsky  | No Time To Bleed  |
| "Genocide"             | 2009 | Jerry Clubb    | No Time To Bleed  |
| "Disengage"            | 2010 | Thomas Mignone | No Time To Bleed  |
| "You Only Live Once"   | 2011 | Nathan Cox     | The Black Crown   |
| "Slaves to Substance"  | 2012 | Nathan Cox     | The Black Crown   |
| "Fuck Everything"      | 2012 | Jeremy Schott  | The Black Crown   |
| "You Can't Stop Me"    | 2014 | Nathan Cox     | You Can't Stop Me |
| "Doris" 360            | 2017 | Nuclear Blast  | Suicide Silence   |
| "Dying in A Red Room"  | 2017 | Nuclear Blast  | Suicide Silence   |
| "Meltdown"             | 2019 | Nuclear Blast  | Become the Hunter |
| "Love Me to Death"     | 2019 | Nuclear Blast  | Become the Hunter |